# For the Love of a Girl
For the Love of a Girl é um filme em curta-metragem do gênero western dos Estados Unidos realizado em 1916, dirigido por Harry Carey.